# Sigourney Weaver
Susan Alexandra "Sigourney" Weaver, (Nova Iorque, 8 de outubro de 1949) é uma atriz norte-americana. Uma figura feminina na ficção científica e na cultura popular, ela recebeu vários prêmios, incluindo um British Academy Film Award, dois Golden Globe Awards, e um Grammy Award, além de indicações para três Oscars, quatro Primetime Emmy Awards, e um Prêmio Tony. Em 2003, ela foi eleita a número 20 na contagem regressiva do Channel 4 das 100 maiores estrelas do cinema de todos os tempos.
Weaver alcançou a fama quando foi escolhida para interpretar Ellen Ripley em Alien (1979), dirigido por Ridley Scott, e que lhe rendeu uma indicação ao Prêmio BAFTA de Revelação Mais Promissora. Ela reprisou o papel com uma atuação aclamada pela crítica em Aliens (1986), de James Cameron, pelo qual recebeu sua primeira indicação ao Oscar. Ela retornou ao papel em mais duas sequências: Alien 3 (1992), e Alien Resurrection (1997). A personagem é considerada uma importante protagonista feminina na história do cinema. Outros de seus papéis incluem Dana Barrett em Ghostbusters (1984), Ghostbusters II (1989), e Ghostbusters: Afterlife (2021), . Em uma nova parceria com James Cameron, Weaver atuou na produção de Avatar (2009), como a Dra. Grace Augustine, retomando seu papel novamente em Avatar: The Way of Water (2022), onde também interpretou a filha de Grace, Kiri.

## Biografia

### Juventude
Nascida Susan Alexandra Weaver, em Nova Iorque, é filha de Sylvester "Pat" L. Weaver (falecido em 2002), produtor de televisão (NBC) e da atriz inglesa Elizabeth Inglis (falecida em 2007). Aos catorze anos (em 1963) começou a usar o nome Sigourney Weaver, tomando-o de um dos personagens do romance O Grande Gatsby, de F. Scott Fitzgerald.
Em 1967, ao concluir seus estudos, viveu algum tempo num kibutz, em Israel. Casou em 1984 com o diretor de teatro Jim Simpson, e juntos têm uma filha, Charlotte Simpson, nascida em 13 de abril de 1990.
Estudou Arte Dramática na Universidade de Yale onde foi colega de Meryl Streep. Curiosamente, enquanto Meryl se destacava e ainda como estudante atuava em várias produções teatrais, Sigourney não chamava a atenção de colegas e professores.

### Carreira
Somente depois de formada, e já morando novamente em Nova Iorque, começou a trabalhar como atriz teatral. Numa delas contracenou com o já consagrado ator inglês John Gielgud, que a animou a seguir na carreira. Sua primeira participação no cinema foi numa ponta, com poucos segundos de aparição, no filme Annie Hall (br: Noivo Neurótico, Noiva Nervosa), de Woody Allen.

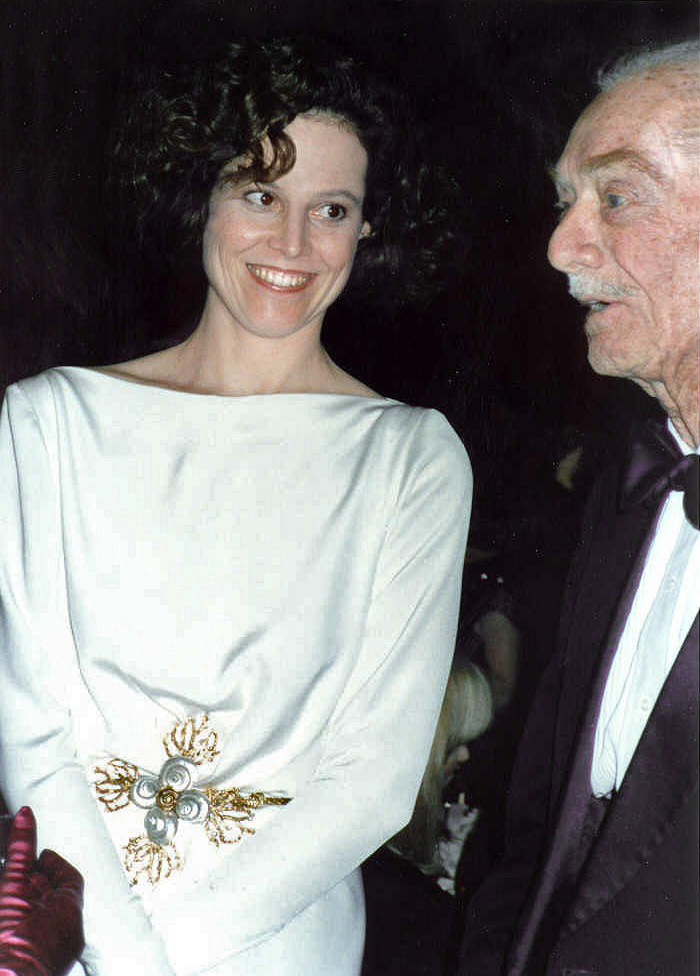
Sigourney Weaver com seu pai Sylvester Weaver em 1989.

Seu maior sucesso foi na série de filmes Alien, no papel da tenente Ellen Ripley. Em entrevistas, confessou que não gostava muito desses filmes porque tinha que contracenar com o monstruoso alienígena e que sua única motivação era o cachê milionário.
Mostrou seu talento para a comédia em Working Girl (br: Uma Secretária de Futuro), onde interpreta a despótica chefe da secretária vivida por Melanie Griffith que tenta se aproximar do galã Harrison Ford. Sigourney tem participado em muitas outras comédias, tais como Ghostbusters (br: Os Caça-Fantasmas), de 1984, e Ghosbusters II (Os Caça-Fantasmas II), de 1989, Dave, de 1993, Galaxy Quest, de 1999, Company Man, de 2000, Heartbreakers (2001), de 2001, e Baby Mama, de 2008.
Um papel marcante na sua carreira foi o de Dian Fossey no filme Gorillas in the Mist (br: Na Montanha dos Gorilas  / pt: Gorilas na Bruma), de 1988, pelo qual recebeu uma nomeação ao Oscar. O filme, dirigido por Michael Apted, relatava o trabalho incansável de Fossey para a pesquisa e preservação da população de gorilas da montanha no continente africano. A zoóloga foi brutalmente assassinada em 26 de dezembro de 1985, em circunstâncias até hoje não esclarecidas. Ambientalista militante, em 2005, Weaver regressou a Ruanda para filmar Gorillas Revisited, um documentário produzido pela BBC que celebrou o vigésimo aniversário da rodagem do filme, em 1988, e o trabalho de preservação desenvolvido pelo Dian Fossey Gorilla Fund International, do qual a atriz é membro honorário.
Outros papéis dramáticos têm marcado a carreira cinematográfica de Sigourney Weaver. Em Death and the Maiden, de 1994, dirigido por Roman Polanski, Sigourney interpreta uma mulher que encontra casualmente um estranho homem que pensa ser quem a torturou anos antes. Outro filme dramático é Copycat (1995), no qual Weaver personifica uma psicóloga clínica que sofre de agorafobia e ajuda dois oficiais da polícia na captura de um assassino em série. Estrelou em diversos filmes, como The Ice Storm (1995), A Map of the World (1997), The Guys (2002), sobre as memórias do atentado terrorista de 11 de Setembro nos Estados Unidos, Imaginary Heroes (2003), The Snow Cake (2004), em que interpreta uma autista e, mais recentemente, Prayers for Bobby (2008), baseado em acontecimentos verídicos.
Outro papel marcante na carreira de Weaver, foi a Dra. Grace Augustine em Avatar (2009), e Kiri, a filha de Grace, em Avatar: O Caminho da Água (2022).

## Filmografia
| Ano  | Filme                             | Papel                              | Notas                                                                   |
| ---- | --------------------------------- | ---------------------------------- | ----------------------------------------------------------------------- |
| 1977 | Annie Hall                        | Encontro de Alvy no teatro         |                                                                         |
| 1978 | Madman                            | Não especificado                   |                                                                         |
| 1979 | Alien                             | Ellen Ripley                       |                                                                         |
| 1981 | Eyewitness                        | Tony Sokolow                       |                                                                         |
| 1982 | The Year of Living Dangerously    | Jilly Bryant                       |                                                                         |
| 1983 | Deal of the Century               | Catherine DeVoto                   |                                                                         |
| 1984 | Ghostbusters                      | Dana Barrett                       |                                                                         |
| 1984 | Terror in the Aisles              |                                    | Imagens de arquivo                                                      |
| 1985 | Une Femme ou Deux                 | Jessica Fitzgerald                 |                                                                         |
| 1986 | Half Moon Street                  | Dr. Lauren Slaughter               |                                                                         |
| 1986 | Aliens                            | Ellen Ripley                       |                                                                         |
| 1988 | Gorillas in the Mist              | Dian Fossey                        |                                                                         |
| 1988 | Working Girl                      | Katharine Parker                   |                                                                         |
| 1989 | Ghostbusters II                   | Dana Barrett                       |                                                                         |
| 1992 | Alien 3                           | Ellen Ripley                       | Co-Produtora                                                            |
| 1992 | 1492: Conquest of Paradise        | Rainha Isabel                      |                                                                         |
| 1993 | Dave                              | Ellen Mitchell                     |                                                                         |
| 1994 | Death and the Maiden              | Paulina Escobar                    |                                                                         |
| 1995 | Copycat                           | Helen Hudson                       |                                                                         |
| 1995 | Jeffrey                           | Debra Moorhouse                    |                                                                         |
| 1997 | The Ice Storm                     | Janey Carver                       |                                                                         |
| 1997 | Snow White: A Tale of Terror      | Lady Claudia Hoffman               |                                                                         |
| 1997 | Alien Resurrection                | Ellen Ripley Clone                 | Co-Produtora                                                            |
| 1999 | A Map of the World                | Alice Goodwin                      |                                                                         |
| 1999 | Galaxy Quest                      | Gwen DeMarco/Tenente Tawny Madison |                                                                         |
| 2000 | Company Man                       | Daisy Quimp                        |                                                                         |
| 2001 | Heartbreakers                     | Max Conners/Angela                 |                                                                         |
| 2002 | Tadpole                           | Eve Grubman                        |                                                                         |
| 2002 | The Guys                          | Joan                               | Dirigido pelo seu marido, Jim Simpson, com sua filha Charlotte Simpson. |
| 2003 | Holes                             | Warden Walker                      |                                                                         |
| 2004 | Imaginary Heroes                  | Sandy Travis                       |                                                                         |
| 2004 | The Village                       | Alice Hunt                         |                                                                         |
| 2006 | Snow Cake                         | Linda Freeman                      |                                                                         |
| 2006 | The TV Set                        | Lenny                              |                                                                         |
| 2006 | Infamous                          | Babe Paley                         |                                                                         |
| 2007 | Happily N'Ever After              | Frieda                             | Voz                                                                     |
| 2007 | The Girl in the Park              | Julia Sandburg                     |                                                                         |
| 2008 | Vantage Point                     | Rex Brooks                         |                                                                         |
| 2008 | Be Kind Rewind                    | Sr.ª Lawson                        |                                                                         |
| 2008 | Baby Mama                         | Chaffee Bicknell                   |                                                                         |
| 2008 | WALL•E                            | Computador                         | Voz                                                                     |
| 2008 | The Tale of Despereaux            | Narradora                          | Voz                                                                     |
| 2009 | Prayers for Bobby                 | Mary Griffith                      |                                                                         |
| 2009 | Avatar                            | Dr.ª Grace Augustine               |                                                                         |
| 2010 | Crazy on the Outside              | Vicky                              |                                                                         |
| 2010 | You Again                         | Ramona "Mona" Clark                |                                                                         |
| 2011 | Cedar Rapids                      | Marcy Vanderhei                    |                                                                         |
| 2011 | Paul                              | "The Big Guy"                      |                                                                         |
| 2011 | Abduction                         | Dr.ª Geraldine "Geri" Bennett      |                                                                         |
| 2011 | Rampart                           | Joan Confrey                       |                                                                         |
| 2012 | Political Animals                 | Elaine Barrish                     |                                                                         |
| 2012 | The Cabin in the Woods            | Diretora                           |                                                                         |
| 2012 | Red Lights                        | Margaret Matheson                  |                                                                         |
| 2012 | The Cold Light of Day             | Jean Carrack                       |                                                                         |
| 2012 | Vamps                             | Cisserus                           |                                                                         |
| 2014 | Exodus: Gods and Kings            | Tuya                               |                                                                         |
| 2015 | Chappie                           | Michelle Bradley                   |                                                                         |
| 2016 | Finding Dory                      | Ela mesma                          | Voz                                                                     |
| 2016 | Sete Minutos Depois da Meia-Noite | Avó                                |                                                                         |
| 2016 | Ghostbusters                      | Rebecca Gorin                      |                                                                         |
| 2016 | A Monster Calls                   | Avó de Conor                       |                                                                         |
| 2017 | Os Defensores                     | Alexandra                          |                                                                         |
| 2017 | The Meyerowitz Stories            | Ela mesma                          |                                                                         |
| 2021 | The Good House                    | Hildy Good                         |                                                                         |
| 2021 | Ghostbusters: Afterlife           | Dana Barrett                       |                                                                         |
| 2022 | Avatar 2                          | Dra. Grace Augustine / Kiri        |                                                                         |
| 2025 | Avatar 3                          | Kiri                               |                                                                         |
| 2029 | Avatar 4                          | Kiri                               |                                                                         |

## Indicações
- Duas vezes indicada ao Oscar de Melhor Atriz, por Aliens e Gorillas in the Mist (1988).
- Recebeu uma indicação ao Oscar de Melhor Atriz Coadjuvante, por Working Girl (1988).
- Recebeu três indicações ao Globo de Ouro de Melhor Atriz - Drama, por Aliens (1986), Gorillas in the Mist (1988) e The Map of the World (1999). Ganhou por Gorillas in the Mist.
- Recebeu duas indicações ao Globo de Ouro de Melhor Atriz Coadjuvante, por Working Girl (1988) e The Ice Storm (1997). Ganhou por Working Girl.
- Recebeu duas indicações ao BAFTA de Melhor Atriz Coadjuvante, por Working Girl (1988) e The Ice Storm. Ganhou por The Ice Storm.
- Recebeu uma indicação ao BAFTA de Melhor Revelação, por Alien (1979).
- Possui uma estrela na Calçada da Fama, localizada em Hollywood Boulevard, 7021.